# ناكوغدوشس
ناكوغدوشس (بالإنجليزية: Nacogdoches, Texas)‏ هي مدينة تقع بولاية تكساس في شمال شرق الولايات المتحدة. تبلغ مساحة هذه المدينة 69.96 (كم²)، وترتفع عن سطح البحر 92 م، بلغ عدد سكانها 32996 نسمة في عام 2010 حسب إحصاء مكتب تعداد الولايات المتحدة وتصل الكثافة السكانية فيها 471.6 نسمة/كم2.

## التركيبة السكانية
حدّد مكتب تعداد الولايات المتحدة بيانات التركيبة السكانية لناكوغدوشس في تعداد الولايات المتحدة. في ما يلي، التركيبة السكانية حسب تعدادي 2000 و2010.

### تعداد عام 2000
بلغ عدد سكان ناكوغدوشس 29,914 نسمة بحسب تعداد عام 2000، وبلغ عدد الأسر 11,220 أسرة وعدد العائلات 5,932 عائلة مقيمة في المدينة. في حين سجلت الكثافة السكانية 417.6 نسمة لكل كيلومتر مربع (1,081.6/ميل2). وبلغ عدد الوحدات السكنية 12,329 وحدة بمتوسط كثافة قدره 172.1 لكل كيلومتر مربع (445.7/ميل2).
وتوزع التركيب العرقي للمدينة بنسبة 65.98% من البيض و25.06% من الأمريكيين الأفارقة و0.34% من الأمريكيين الأصليين و1.13% من الأمريكيين ذوي الأصول الآسيوية و0.11% من سكان جزر المحيط الهادئ و5.84% من الأعراق الأخرى و1.55% من عرقين مختلطين أو أكثر و10.82% من الهسبانيون أو اللاتينيون من أي عرق.
بلغ عدد الأسر 11,220 أسرة كانت نسبة 28.4% منها لديها أطفال تحت سن الثامنة عشر تعيش معهم، وبلغت نسبة الأزواج القاطنين مع بعضهم البعض 35.7% من أصل المجموع الكلي للأسر، ونسبة 13.7% من الأسر كان لديها معيلات من الإناث دون وجود شريك،  بينما كانت نسبة 3.5% من الأسر لديها معيلون من الذكور دون وجود شريكة وكانت نسبة 47.1% من غير العائلات. تألفت نسبة 33.5% من أصل جميع الأسر من عدة أفراد يعيشون في نفس المنزل ونسبة 9.6% كانت تتألف من شخص يعيش بمفرده يبلغ من العمر 65 عاماً أو أكثر. وبلغ متوسط حجم الأسرة المعيشية 2.30، أما متوسط حجم العائلات فبلغ 3.04.
بلغ العمر الوسطي للسكان 24.4 عاماً. وكانت نسبة 20.2% من القاطنين تحت سن الثامنة عشر، وكانت نسبة 19.5% بين الثامنة عشر والرابعة والعشرين عاماً، ونسبة 21.4% كانت واقعةً في الفئة العمرية ما بين الخامسة والعشرين والرابعة والأربعين عاماً، ونسبة 15.2% كانت ما بين الخامسة والأربعين والرابعة والستين، ونسبة 9.9% كانت ضمن فئة الخامسة والستين عاماً فما فوق. يوجد لكل 100 أنثى 91.9 ذكر، ويوجد لكل 100 أنثى في الثامنة عشر من عمرها فما فوق 88.6 ذكر.
بلغ متوسط دخل الأسرة في المدينة 22,700 دولارًا، أما متوسط دخل العائلة فبلغ 37,020 دولارًا. وكان متوسط دخل الذكور 28,933 دولارًا مقابل 22,577 دولارًا للإناث. وسجل دخل الفرد الخاص بالمدينة 14,546 دولارًا. وكانت نسبة 20.9% من العائلات ونسبة 32.3% من السكان تحت خط الفقر، وكان من هؤلاء نسبة 38.5% تحت سن الثامنة عشر ونسبة 13.3% في الخامسة والستين من العمر وما فوق.

### تعداد عام 2010
بلغ عدد سكان ناكوغدوشس 32,996 نسمة بحسب تعداد عام 2010، وبلغ عدد الأسر 12,142 أسرة وعدد العائلات 6,326 عائلة مقيمة في المدينة. في حين سجلت الكثافة السكانية 460.6 نسمة لكل كيلومتر مربع (1,192.9/ميل2). وبلغ عدد الوحدات السكنية 13,635 وحدة بمتوسط كثافة قدره 190.3 لكل كيلومتر مربع (492.9/ميل2).
وتوزع التركيب العرقي للمدينة بنسبة 58.53% من البيض و28.76% من الأمريكيين الأفارقة و0.51% من الأمريكيين الأصليين و1.81% من الأمريكيين ذوي الأصول الآسيوية و0.05% من سكان جزر المحيط الهادئ و8.09% من الأعراق الأخرى و2.25% من عرقين مختلطين أو أكثر و16.78% من الهسبانيون أو اللاتينيون من أي عرق.
بلغ عدد الأسر 12,142 أسرة كانت نسبة 27.7% منها لديها أطفال تحت سن الثامنة عشر تعيش معهم، وبلغت نسبة الأزواج القاطنين مع بعضهم البعض 32.4% من أصل المجموع الكلي للأسر، ونسبة 15.7% من الأسر كان لديها معيلات من الإناث دون وجود شريك،  بينما كانت نسبة 3.9% من الأسر لديها معيلون من الذكور دون وجود شريكة وكانت نسبة 47.9% من غير العائلات. تألفت نسبة 35.2% من أصل جميع الأسر من عدة أفراد يعيشون في نفس المنزل ونسبة 9.6% كانت تتألف من شخص يعيش بمفرده يبلغ من العمر 65 عاماً أو أكثر. وبلغ متوسط حجم الأسرة المعيشية 2.30، أما متوسط حجم العائلات فبلغ 3.09.
بلغ العمر الوسطي للسكان 24.5 عاماً. وكانت نسبة 20.2% من القاطنين تحت سن الثامنة عشر، وكانت نسبة 31% بين الثامنة عشر والرابعة والعشرين عاماً، ونسبة 21.3% كانت واقعةً في الفئة العمرية ما بين الخامسة والعشرين والرابعة والأربعين عاماً، ونسبة 17.4% كانت ما بين الخامسة والأربعين والرابعة والستين، ونسبة 10.1% كانت ضمن فئة الخامسة والستين عاماً فما فوق. وتوزع التركيب الجنسي للسكان بنسبة 45.7% ذكور و54.3% إناث.

## توأمة
لناكوغدوشس اتفاقيات توأمة مع كل من:
- نتشتوشس
- أمامي

## أعلام
- أوسكار بي أوستين
- كلينت ديمبسي
- جون هارجيس
- توني فرانك
- جوزيف دبليو. كينيدي
- كارل ويلسون بيكر

## وصلات خارجية
- http://www.ci.nacogdoches.tx.us/
- The US50 - Cities and Towns in Texas State